# Парретт
Парретт (англ. River Parrett) — река в юго-западной части Великобритании, протекает по территории графств Сомерсет и Дорсет. Длина реки 60 км, площадь бассейна 1670 км².

## Течение

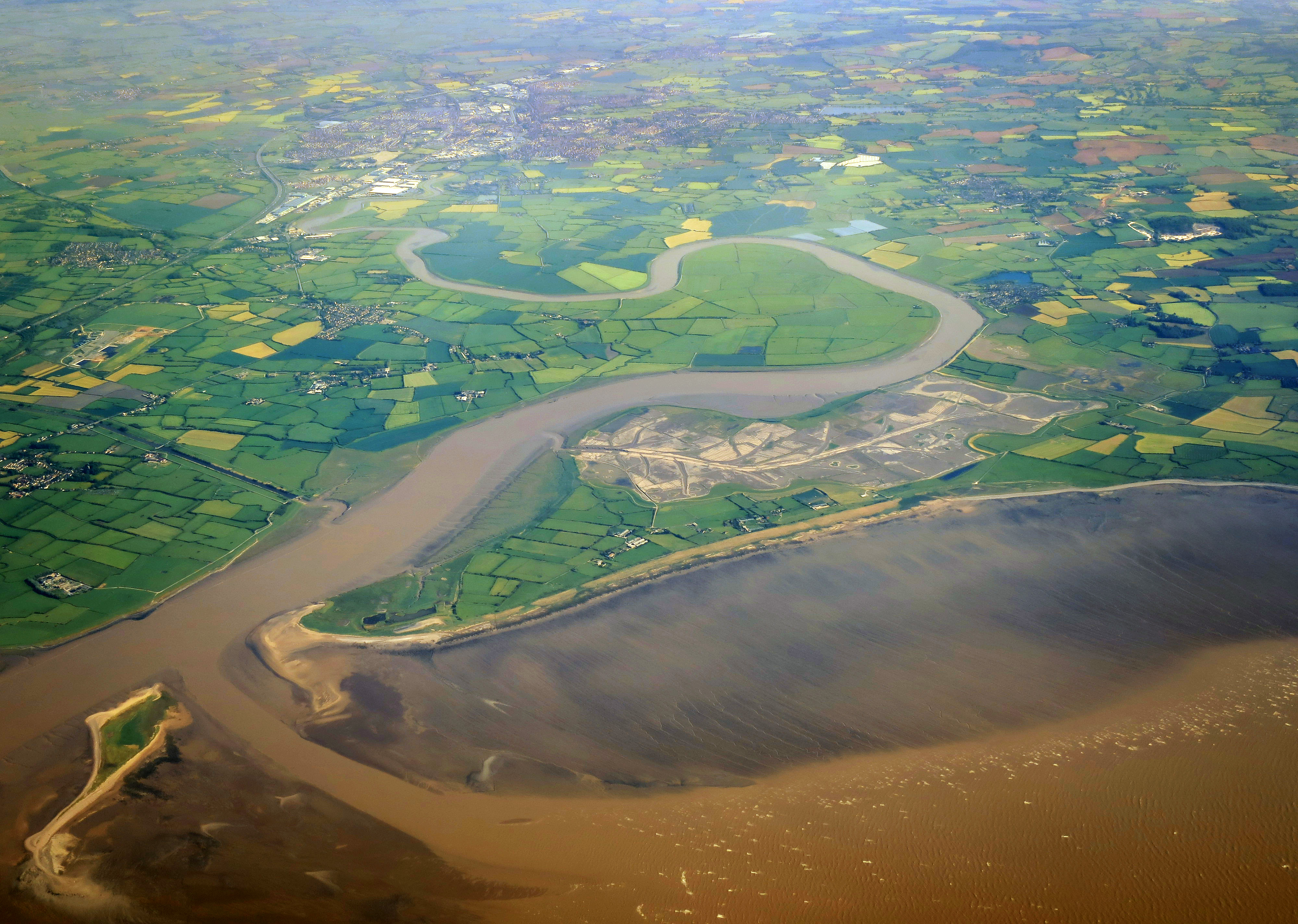
Вид с воздуха на устье реки Парретт

Исток реки находится на холмах близ деревни Чедингтон. Далее река устремляется на север и протекает села Южный Перротт, Северный Перротт и Хаселбери. Затем река протекает через поля между населёнными пунктами Западный Чиннок и Мерриот. Реку пересекает автодорога А303. Принимая несколько небольших притоков, река протекает Ист-Ламбрук и Бауэр-Хинтон. После Торни и Мачелни Парретт принимает приток Яо — один из крупнейших (длина 24 км) своих притоков. После города Лангпорт Парретт направляется на запад, после города Бриджуотер река становится значительно шире. После излучины, в 4 километра после Бриджуотера река впадает в залив Бриджуотер-Бэй.

## Притоки
Основные левые притоки Парретта — Яо и Кэннингтон. Крупнейшие правые притоки — реки Тоне и Айл. Длиннейшим притоком является река Тоне (33 км).

## Мосты

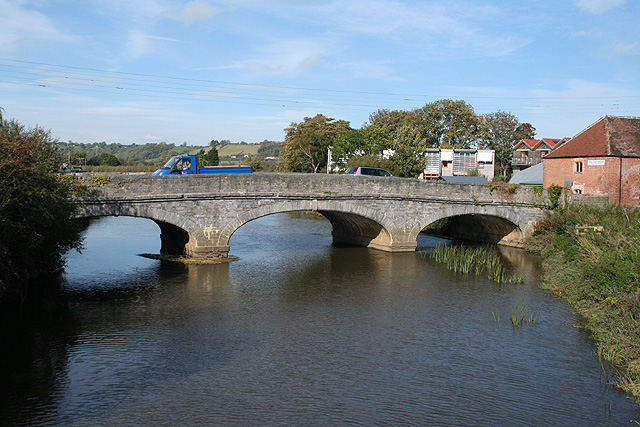
Мост Большой Боу в Лангпорте

Река Парретт протекает по населённой местности, поэтому через неё построено значительное количество мостов. Длиннейшим (56 метров) является Мост Друв, пересекающий реку после города Бриджуотер. Он также является первым мостом через Парретт от устья. Выше по течению расположен выдвижной мост, построенный в 1871 году по проекту английского архитектора Френсиса Фокса. Следующий мост носит название Таун-Бридж. На этом месте он существует с 13 века, но его чугунная конструкция была окончательно спроектирована в 1883 году. В Лангпорте находится трёхарочный мост Большой Боу, построенный в 1841 году. Впервые на этом месте мост упоминается в 1220 году. Рядом Большим Боу находится пешеходный мост Коклмур — самый новый мост через Парретт. Сооружен в 2006 году. Недалеко от Малелни расположен мост Бикнелла, построенный в 1829 году.